# Włodyka
Włodyka (niem. Bauerberg) – wzniesienie (682 m n.p.m.) w Sudetach Środkowych, w południowo-wschodniej części pasma Wzgórz Wyrębińskich.
Wzniesienie położone jest w południowo-wschodniej części Wzgórz Wyrębińskich, około 1,1 km na zachód od centrum miejscowości Jugów.
Niewielkie, jedno z wyższych wzniesień w głównym grzbiecie Wzgórz Wyrębińskich. Wzniesienie tworzące w partii szczytowej rozległą wypukłą powierzchnię, o wydłużonym kopulastym kształcie z wyraźnie podkreślonym płaskim szczytem, o dość stromo opadających: wschodnich, zachodnich i północnych zboczach, zbocze południowo-wschodnie, łagodnie schodzi w kierunku Jugowskiego Potoku, tworząc w grzbiecie niewielki przełom, nad którym znajduje się zabytkowy stalowy wiadukt kolejowy, wsparty na kamiennych filarach. Szczyt góruje nad zachodnią strona Jugowa i Doliną Włodzicy leżącej u południowo-zachodniego podnóża.
Wzgórze zbudowana jest z utworów czerwonego spągowca: piaskowców, zlepieńców i łupków, w których występują pokłady węgla kamiennego.
Część szczytową oraz górne partie zboczy zajmuje w większości las świerkowy regla dolnego, niższe partie zboczy zajmują łąki i pola uprawne. Zachodnią część góry zajmują tereny po byłej kopalni Wacław i elektrowni w Miłkowie.
W okresie II wojny światowej w latach 1943-45 w zboczach góry Organizacja Todta prowadziła na dużą skalę roboty górniczo-budowlane w ramach projektu „Riese”. Po tamtym okresie pozostały na powierzchni i wewnątrz góry liczne ślady w postaci: sztolni, żelbetowych bunkrów, strażnic, magazynów, szybów wentylacyjnych oraz utwardzonych dróg leśnych trawersujących zbocza. Do chwili obecnej niektóre obiekty nie zostały zbadane.
Roboty prowadzone w zboczach góry przez Organizację Todta były najbardziej zaawansowane z całego programu „Riese”.
Do lat 70. XX wieku na szczycie góry dominowała nad Jugowem i okolicą charakterystyczna stożkowa hałda z metalowym wysięgnikiem, którą wyeksploatowano jako materiał budowlany. Na szczycie góry pozostała polana i ślady po hałdzie.